# Carmenta ruficaudis
Carmenta ruficaudis is een vlinder uit de familie wespvlinders (Sesiidae), onderfamilie Sesiinae.
Carmenta ruficaudis is voor het eerst wetenschappelijk beschreven door Walker in 1865. De soort komt voor in het Neotropisch gebied.